# Адсорбційна вода
Вода адсорбційна (рос. вода адсорбционная, англ. adsorbtion water, нім. Adsorptionswasser n) — молекули H2O, які притягаються мінералами під впливом поверхневої енергії. Це міцно зв'язана вода, що утворює внутрішній шар плівки зв'язаних вод товщиною в декілька діаметрів молекул. Вона відрізняється від крапельно-рідкої води — має упорядковану структуру молекул, суттєво меншу розчинну здатність, густина її більша одиниці і т. п.
Один з методів дослідження адсорбційних плівок — дериватографія